# L'onorevole Ercole Malladri
L'onorevole Ercole Malladri è una commedia di Giuseppe Giacosa. Venne rappresentata per la prima volta al Teatro Carignano di Torino il 20 ottobre 1884. Prima attrice fu Eleonora Duse.

## Trama
L'azione si svolge nel castello di Serrarsa, intorno al 1880.

### Atto primo
Il duca Ercole Malladri e la moglie Vittoria vivono da tempo separati. Vittoria, che si trova al castello di Serrarsa e da molti mesi non vede il marito, attende l'arrivo del padre Fabrizio, che viene a farle visita proveniente da Parigi dopo una lunga assenza. Vittoria a Serrarsa ha un'amica, Giorgina, nei cui confronti Fabrizio sembra nutrire una certa diffidenza. Vittoria confida a Giorgina, che a sua insaputa è l'amante di Ercole, il motivo per cui si è separata dal marito: tempo prima, durante un soggiorno a Imola, Ercole ha sfidato a duello e ferito gravemente il tenente Falcieri, sospettato di avere fatto la corte a Vittoria, e dopo quell'episodio ha interrotto i rapporti con la moglie, ritenendo inadatto il comportamento da lei tenuto con Falcieri.
Lo stesso giorno in cui arriva Fabrizio molte persone giungono stranamente in cerca di Ercole, che poco dopo si presenta inaspettato, spiegando di avere accettato la candidatura per un posto di deputato resosi vacante. Quando Ercole ha modo di rimanere solo con Giorgina le dice di amarla, ma lei ribatte che Vittoria è ancora innamorata di lui.
Tra i vari personaggi in cerca di Ercole per aiutarlo nella campagna elettorale, c'è lo stesso Falcieri. Dopo il duello, ha lasciato l'esercito e vive a Serrarsa, dove la moglie è cugina del sindaco, privo di un vero lavoro; il suo aspetto è così cambiato che Ercole fatica a riconoscerlo. Falcieri, che ha scelto Ercole perché gli pareva il candidato con le maggiori possibilità, promette a Ercole che lo aiuterà a ottenere i voti necessari per l'elezione a patto che Ercole a sua volta prometta di aiutarlo, quando sarà eletto, a trovare una sistemazione migliore. Falcieri rivela infine a Ercole che conosce il vero motivo della candidatura: contrariamente a ciò che vuol far credere, è stato lo stesso Ercole a proporsi, nella speranza che l'elezione gli consenta di essere ammesso a un esclusivo club da cui, con suo grande disappunto, era stato escluso.

### Atto secondo
Ercole cerca di convincere Fabrizio dei suoi buoni propositi, sostenendo che con l'elezione a deputato potrà lottare per migliorare le condizioni della popolazione. Fabrizio, abituato all'oziosa vita dei nobili, ironizza, e lo stesso Ercole si contraddice maltrattando gli abitanti di Serrarsa quando gli chiedono favori, soprattutto se sono privi del diritto di voto.
Ercole riceve la visita di due potenziali elettori, il commendator Grappola, presidente del Consiglio agrario, e il farmacista Frappini. I due sono in pessimi rapporti tra di loro e di orientamento politico diverso, ed Ercole è costretto a districarsi per accontentare ciascuno di essi senza irritare l'altro. Giorgina cerca invece di attizzare la reciproca antipatia dei due uomini, tanto che quando essi se ne vanno Ercole la rimprovera. Giorgina a sua volta rimprovera Ercole di non averla avvertita della sua intenzione di farsi eleggere al Parlamento, poiché questo limiterebbe le loro possibilità di incontrarsi. Ma soprattutto Giorgina spiega ad Ercole di avere capito che Vittoria è ancora molto innamorata di lui, e lo costringe a raccontare il vero motivo del duello con Falcieri: erano innamorati della stessa donna, Faustina, che ora è la moglie del Falcieri, e Vittoria gli era venuta a noia. Giorgina, nella cui considerazione Ettore è molto scaduto, minaccia di raccontare tutto a Vittoria.
Giunge Falcieri, e anch'egli intercede in favore di Vittoria, poiché a Serrarsa è molto amata e potrebbe convincere molti elettori a votare per Ercole. Ercole dovrà presentarsi la sera stessa insieme a lei ad un concerto e convincerla a scrivere una lettera all'influente dottor Bancia, che controlla il voto di molti elettori. Ercole così prende ad adulare la moglie, che, ancora innamorata, ne è felice. A Fabrizio frattanto è venuto un sospetto: gli pare di avere riconosciuto il Falcieri, di cui Ercole non vuole rivelargli il nome.

### Atto terzo
Il giorno seguente un altro potenziale elettore giunge in visita. Si tratta del Barelli. commerciante di cera, religioso e convinto clericale. Ercole non riesce a capire le sue posizioni e lo prende per un radicale, ma viene salvato da Fabrizio, che fa credere a Barelli che Ercole scherzasse, e gli promette in caso di vittoria di acquistare una grande quantità di ceri per illuminare a festa il castello.
Vittoria è ancora felice per la serata precedente, trascorsa al concerto con Ercole, che ne approfitta per ricordarle la lettera per il dottor Bancia, che è importantissima per l'elezione. La presenza al concerto, però, ha impedito a Ercole di recarsi ad un appuntamento con Giorgina, che arriva furiosa. Vittoria, intenta a scrivere, ascolta i discorsi tra il marito e l'amica, capisce che sono amanti e si sente mancare. Giorgina le assicura che era sua intenzione interrompere la relazione ed esce, mentre Ercole cerca di giustificarsi.
Vittoria cerca il conforto di Fabrizio, che si dice sicuro che Giorgina non riprenderà mai più i rapporti con Ercole, e consiglia alla figlia di considerare la situazione con calma e raziocinio. Fabrizio, saputo della richiesta di scrivere la lettera, suggerisce di usarla come arma per costringere Ercole a scendere a patti. Vittoria dice che in questo modo si sentirebbe disonorata, perciò decide di scrivere ugualmente la lettera che aveva già promesso a Ercole, la fa recapitare e infine esce singhiozzando.

### Atto quarto
Si svolge la votazione. Il Barelli fa arrivare un carretto carico torce di cera, che i servitori non sanno dove sistemare. Nel frattempo arrivano confusamente i primi risultati, dai quali sembra che tra Ercole e il suo avversario ci sia pochissima differenza. I voti controllati dal Bancia diventano perciò fondamentali.
Ercole sa che Vittoria ha scritto al Bancia, ma è assalito dal dubbio che la moglie, presa dalla rabbia, abbia scritto contro di lui. Questa insinuazione fa infuriare Fabrizio, che accusa Ercole di avere cercato con la menzogna un aiuto che Vittoria gli avrebbe dato senza nulla volere in cambio. I dubbi di Ercole svaniscono quando arriva la risposta del Bancia, che assicura a Vittoria i voti necessari per l'elezione di Ercole.
Ercole esce per andare incontro a Falcieri, che deve portare i risultati definitivi. Falcieri però giunge al castello senza incontrare Ercole e non può fare a meno di incontrare Vittoria, che lo riconosce, confermando il sospetto avuto da Fabrizio. Falcieri non sa che Vittoria non conosce il vero motivo del duello con Ercole, perciò ne parla liberamente e così Vittoria viene a sapere che Ercole aveva un'altra amante prima di Giorgina. Vittoria aveva deciso di perdonare Ercole ma ora non lo può più fare, e decide di abbandonarlo per sempre.
Rientra Ercole portando la notizia che è stato eletto. I molti sostenitori presenti propongono un brindisi in cui viene coinvolta a forza anche Vittoria, che poi se ne va piangendo, lasciando tutti convinti che le sue siano lacrime di commozione.